# Suturoglypta
Suturoglypta là một chi ốc biển, là động vật thân mềm chân bụng sống ở biển trong họ Columbellidae.

## Các loài
Các loài trong chi Suturoglypta gồm có:
- Suturoglypta albella (C. B. Adams, 1850)[2]
- Suturoglypta blignautae Kilburn, 1998
- Suturoglypta buysi Lussi, 2009[3]
- Suturoglypta iontha (Ravenel, 1861)[4]
- Suturoglypta kevini Segers, Swinnen & De Prins, 2009[5]
- Suturoglypta pretrii (Duclos, 1846)[6]
- Suturoglypta procera Simone & Gracia C., 2006[7]